# Snowboard-Weltmeisterschaften 2023
Die 15. Snowboard-Weltmeisterschaften fanden vom 19. Februar bis zum 4. März 2023 in Bakuriani in Georgien statt. Sie wurden gleichzeitig mit den Freestyle-Skiing-Weltmeisterschaften 2023 abgehalten, somit gab es zum insgesamt vierten Mal eine „Doppel WM“ aus Freestyle-Skiing und Snowboard.

## Medaillenspiegel
Endstand nach 14 Entscheidungen
| Platz | Land                   |   |   |   |   |
| ----- | ---------------------- | - | - | - | - |
| 1     | Österreich             | 3 | 4 | 2 | 9 |
| 2     | Japan                  | 2 | 2 | 2 | 6 |
| 3     | Vereinigtes Königreich | 2 | - | - | 2 |
| 4     | Schweiz                | 1 | 2 | 3 | 6 |
| 5     | Norwegen               | 1 | 1 | - | 2 |
| 6     | Polen                  | 1 | - | 1 | 2 |
| 6     | Italien                | 1 | - | 1 | 2 |
| 8     | Volksrepublik China    | 1 | - | - | 1 |
| 8     | Südkorea               | 1 | - | - | 1 |
| 8     | Tschechien             | 1 | - | - | 1 |
| 11    | Australien             | - | 2 | 1 | 3 |
| 12    | Kanada                 | - | 1 | 1 | 2 |
| 13    | Deutschland            | - | 1 | - | 1 |
| 13    | Neuseeland             | - | 1 | - | 1 |
| 15    | Vereinigte Staaten     | - | - | 2 | 2 |
| 16    | Frankreich             | - | - | 1 | 1 |

## Ergebnisse Frauen

### Snowboardcross
| Platz | Land | Sportler           |
| ----- | ---- | ------------------ |
| 1     | CZE  | Eva Adamczyková    |
| 2     | NZL  | Josie Baff         |
| 3     | USA  | Lindsey Jacobellis |
| 4     | FRA  | Manon Petit-Lenoir |
| 5     | FRA  | Chloé Trespeuch    |
| 6     | GER  | Jana Fischer       |
| 7     | CAN  | Audrey McManiman   |
| 8     | SUI  | Lara Casanova      |
|       |      |                    |
| 13    | AUT  | Pia Zerkhold       |

Qualifikation und Finale: 1. März 2023

Es waren 27 Sportlerinnen am Start

### Parallel-Riesenslalom
| Platz | Land | Sportlerin                 |
| ----- | ---- | -------------------------- |
| 1     | JPN  | Tsubaki Miki               |
| 2     | AUT  | Daniela Ulbing             |
| 3     | POL  | Aleksandra Król            |
| 4     | ITA  | Lucia Dalmasso             |
| 5     | UKR  | Annamari Dantscha          |
| 6     | AUT  | Claudia Riegler            |
| 7     | SUI  | Julie Zogg                 |
| 8     | AUT  | Sabine Schöffmann          |
| 9     | JPN  | Tomoka Takeuchi            |
| 10    | GER  | Carolin Langenhorst        |
|       |      |                            |
| 11    | SUI  | Ladina Jenny               |
| 12    | SUI  | Jessica Keiser             |
| 12    | ITA  | Nadya Ochner               |
| 14    | GER  | Ramona Theresia Hofmeister |
| 15    | GER  | Melanie Hochreiter         |
| 32    | AUT  | Martina Ankele             |

Qualifikation und Finale: 19. Februar

Es waren 39 Sportlerinnen am Start.

### Parallelslalom
| Platz | Land | Sportlerin                 |
| ----- | ---- | -------------------------- |
| 1     | SUI  | Julie Zogg                 |
| 2     | SUI  | Ladina Jenny               |
| 3     | AUT  | Sabine Schöffmann          |
| 4     | GER  | Ramona Theresia Hofmeister |
| 5     | GER  | Cheyenne Loch              |
| 6     | AUT  | Claudia Riegler            |
| 7     | NED  | Michelle Dekker            |
| 8     | ITA  | Lucia Dalmasso             |
| 9     | JPN  | Tsubaki Miki               |
| 10    | SUI  | Patrizia Kummer            |
|       |      |                            |
| 11    | AUT  | Daniela Ulbing             |
| 13    | GER  | Carolin Langenhorst        |
| 16    | SUI  | Jessica Keiser             |
| 20    | GER  | Melanie Hochreiter         |
| 22    | AUT  | Martina Ankele             |

Qualifikation und Finale: 21. Februar

Es waren 38 Sportlerinnen am Start.

### Slopestyle
| Platz | Land | Sportlerin           | Punkte |
| ----- | ---- | -------------------- | ------ |
| 1     | GBR  | Mia Brookes          | 91,38  |
| 2     | NZL  | Zoi Sadowski-Synnott | 88,78  |
| 3     | JPN  | Miyabi Onitsuka      | 83,05  |
| 4     | AUS  | Tess Coady           | 82,85  |
| 5     | JPN  | Mari Fukada          | 78,76  |
| 6     | JPN  | Reira Iwabuchi       | 75,31  |
| 7     | AUT  | Anna Gasser          | 71,08  |
| 8     | CAN  | Jasmine Baird        | 69,65  |
| 9     | CAN  | Emeraude Maheux      | 68,38  |
| 10    | NED  | Melissa Peperkamp    | 67,35  |
| 11    | AUS  | Meila Stalker        | 59,11  |
| 12    | GER  | Annika Morgan        | 53,73  |
| ...   |      |                      |        |
| 21    | SUI  | Ariane Burri         | 38,56  |
| 23    | SUI  | Bianca Gisler        | 32,33  |

Qualifikation und Finale: 27. Februar 2023

Es waren 30 Sportlerinnen gemeldet, davon 29 am Start.

### Halfpipe
| Platz | Land | Sportler          | Punkte |
| ----- | ---- | ----------------- | ------ |
| 1     | CHN  | Cai Xuetong       | 90,50  |
| 2     | CAN  | Elizabeth Hosking | 85,50  |
| 3     | JPN  | Mitsuki Ono       | 83,00  |
| 4     | JPN  | Ruki Tomita       | 80,75  |
| 5     | CHN  | Yang Lu           | 74,75  |
| 6     | CHN  | Wu Shaotong       | 71,75  |
| 7     | SUI  | Isabelle Lötscher | 64,00  |
| 8     | SUI  | Berenice Wicki    | 52,50  |

Finale: 3. März 2023

Es waren 17 Sportlerinnen am Start

### Big Air
| Platz | Land | Sportler        | Punkte |
| ----- | ---- | --------------- | ------ |
| 1     | AUT  | Anna Gasser     | 162,50 |
| 2     | JPN  | Miyabi Onitsuka | 161,25 |
| 3     | AUS  | Tess Coady      | 153,25 |
| 4     | CAN  | Laurie Blouin   | 148,25 |
| 5     | GBR  | Mia Brookes     | 141,75 |
| 6     | GER  | Annika Morgan   | 124,50 |
| 7     | JPN  | Hinari Asanuma  | 90,75  |
| 8     | JPN  | Mari Fukada     | 21,00  |

Qualifikation: 2. März 2023; Finale: 4. März 2023

## Ergebnisse Männer

### Snowboardcross
| Platz | Land | Sportler            |
| ----- | ---- | ------------------- |
| 1     | AUT  | Jakob Dusek         |
| 2     | GER  | Martin Nörl         |
| 3     | ITA  | Omar Visintin       |
| 4     | AUT  | Alessandro Hämmerle |
| 5     | FRA  | Merlin Surget       |
| 6     | AUS  | Cameron Bolton      |
| 7     | CAN  | Liam Moffatt        |
| 8     | AUS  | Adam Lambert        |
|       |      |                     |
| 9     | GER  | Leon Ulbricht       |
| 17    | AUT  | Luca Hämmerle       |
| 17    | GER  | Leon Beckhaus       |
| 17    | SUI  | Kalle Koblet        |
| 25    | SUI  | Thomas Abegglen     |
| 33    | AUT  | Julian Lüftner      |
| 33    | SUI  | Valerio Jud         |

Qualifikation und Finale: 1. März 2023

Es waren 48 Sportler am Start

### Parallel-Riesenslalom
| Platz | Land | Sportler           |
| ----- | ---- | ------------------ |
| 1     | POL  | Oskar Kwiatkowski  |
| 2     | SUI  | Dario Caviezel     |
| 3     | AUT  | Alexander Payer    |
| 4     | AUT  | Benjamin Karl      |
| 5     | ITA  | Maurizio Bormolini |
| 6     | AUT  | Andreas Prommegger |
| 7     | KOR  | Kim Sang-kyum      |
| 8     | SUI  | Gian Casanova      |
| 9     | AUT  | Fabian Obmann      |
| 10    | KOR  | Lee Sang-ho        |
|       |      |                    |
| 13    | GER  | Elias Huber        |
| 16    | GER  | Ole-Mikkel Prantl  |
| 30    | GER  | Yannik Angenend    |
| 31    | GER  | Stefan Baumeister  |

Qualifikation und Finale: 19. Februar

Es waren 48 Sportler am Start.

### Parallelslalom
| Platz | Land | Sportler           |
| ----- | ---- | ------------------ |
| 1     | AUT  | Andreas Prommegger |
| 2     | AUT  | Arvid Auner        |
| 3     | CAN  | Arnaud Gaudet      |
| 4     | AUT  | Fabian Obmann      |
| 5     | KOR  | Lee Sang-ho        |
| 6     | SUI  | Dario Caviezel     |
| 7     | BUL  | Radoslaw Jankow    |
| 8     | ITA  | Aaron March        |
| 9     | KOR  | Kim Sang-kyum      |
| 10    | SLO  | Žan Košir          |
|       |      |                    |
| 13    | SUI  | Gian Casanova      |
| 13    | SLO  | Rok Marguč         |
| 18    | GER  | Elias Huber        |
| 19    | GER  | Ole-Mikkel Prantl  |
| 26    | GER  | Yannik Angenend    |
| 31    | GER  | Stefan Baumeister  |
| 32    | AUT  | Benjamin Karl      |

Qualifikation und Finale: 21. Februar

Es waren 49 Sportler am Start.

### Slopestyle
| Platz | Land | Sportler         | Punkte |
| ----- | ---- | ---------------- | ------ |
| 1     | NOR  | Marcus Kleveland | 87,23  |
| 2     | JPN  | Ryoma Kimata     | 83,45  |
| 3     | USA  | Chris Corning    | 82,18  |
| 4     | NOR  | Mons Røisland    | 78,90  |
| 5     | SWE  | William Mathisen | 77,35  |
| 6     | JPN  | Taiga Hasegawa   | 76,41  |
| 7     | JPN  | Takeru Otsuka    | 71,78  |
| 8     | USA  | Brock Crouch     | 71,63  |
| 9     | NZL  | Lyon Farrell     | 71,28  |
| 10    | FRA  | Enzo Valax       | 70,91  |
| ...   |      |                  |        |
| 16    | SUI  | Nicolas Huber    | 34,36  |
| 20    | GER  | Noah Vicktor     | 63,23  |
| 24    | GER  | Moritz Breu      | 53,90  |
| 27    | SUI  | Moritz Thönen    | 48,03  |
| 43    | SUI  | Moritz Boll      | 27,23  |
| 44    | AUT  | Clemens Millauer | 27,13  |
| 50    | SUI  | Nick Pünter      | 13,36  |

Qualifikation: 24. Februar; Finale: 27. Februar 2023

Es waren 54 Sportler gemeldet, davon 51 am Start.

### Halfpipe
| Platz | Land | Sportler          | Punkte |
| ----- | ---- | ----------------- | ------ |
| 1     | KOR  | Lee Chae-un       | 93,50  |
| 2     | AUS  | Valentino Guseli  | 93,00  |
| 3     | SUI  | Jan Scherrer      | 89,25  |
| 4     | JPN  | Ruka Hirano       | 87,50  |
| 5     | AUS  | Scott James       | 86,50  |
| 6     | JPN  | Yūto Totsuka      | 85,50  |
| 7     | JPN  | Kaishu Hirano     | 84,50  |
| 8     | USA  | Chase Josey       | 82,25  |
| 9     | GER  | André Höflich     | 80,75  |
|       |      |                   |        |
| 14    | GER  | Christoph Lechner | 57,75  |
| 20    | SUI  | Elias Allenspach  | 26,75  |

Qualifikation: 11. März 2021 

Finale: 13. März 2021 in Aspen

Es waren 18 Sportlerinnen am Start

### Big Air
| Platz | Land | Sportler            | Punkte |
| ----- | ---- | ------------------- | ------ |
| 1     | JPN  | Taiga Hasegawa      | 177,25 |
| 2     | NOR  | Mons Røisland       | 157,25 |
| 3     | SUI  | Nicolas Huber       | 150,50 |
| 4     | CAN  | Nicolas Laframboise | 142,00 |
| 5     | CZE  | Kristian Salac      | 116,50 |
| 6     | JPN  | Ryoma Kimata        | 116,25 |
| 7     | CHN  | Yang Wenglong       | 115,25 |
| 8     | NED  | Sam Vermaat         | 99,25  |
| 9     | JPN  | Takeru Otsuka       | 99,00  |
| 10    | SVK  | Samuel Jaros        | 77,75  |

Qualifikation: 2. März 2023; Finale: 4. März 2023

## Ergebnisse Mixed

### Parallelslalom
| Platz | Land  | Sportler                                     |
| ----- | ----- | -------------------------------------------- |
| 1     | ITA 2 | Aaron March Nadya Ochner                     |
| 2     | AUT 1 | Andreas Prommegger Sabine Schöffmann         |
| 3     | SUI 1 | Julie Zogg Dario Caviezel                    |
| 4     | ITA 1 | Maurizio Bormolini Lucia Dalmasso            |
| 5     | AUT 3 | Fabian Obmann Daniela Ulbing                 |
| 6     | AUT 2 | Arvid Auner Claudia Riegler                  |
| 7     | GER 1 | Ramona Theresia Hofmeister Stefan Baumeister |
| 8     | POL 1 | Oskar Kwiatkowski Aleksandra Król            |
| 9     | SUI 2 | Gian Casanova Ladina Jenny                   |
| 10    | KOR 1 | Lee Sang-ho Jeong Hae-rim                    |
|       |       |                                              |
| 11    | GER 2 | Elias Huber Cheyenne Loch                    |

### Snowboardcross Team
| Platz          | Land  | Sportler                            |
| -------------- | ----- | ----------------------------------- |
| Finale         |       |                                     |
| 1              | GBR 1 | Huw Nightingale Charlotte Bankes    |
| 2              | AUT 1 | Jakob Dusek Pia Zerkhold            |
| 3              | FRA 1 | Merlin Surget Chloé Trespeuch       |
| 4              | USA 1 | Nick Baumgartner Lindsey Jacobellis |
| Kleines Finale |       |                                     |
| 5              | CAN 1 | Éliot Grondin Audrey McManiman      |
| 6              | SUI 1 | Kalle Koblet Lara Casanova          |
| 7              | USA 2 | Senna Leith Faye Gulini             |
| 8              | FRA 2 | Loan Bozzolo Manon Petit-Lenoir     |

Datum: 2. März 2023